# Stazione di Eupen
La stazione di Eupen (Bahnhof Eupen in tedesco, Gare d'Eupen in francese) è una stazione ferroviaria della città belga di Eupen, capitale della Comunità germanofona del Belgio. Di proprietà della SNCB, ha tre binari, di cui due dotati di banchina e uno passante per Raeren, ed è servita dall'Intercity belga 01, che la collega a Liegi e Bruxelles e Ostenda.
Nel 1959 la stazione fu soppressa a seguito del lento declino del traffico passeggeri mentre il fabbricato viaggiatori originale fu demolito nel 1977. Nel 1984, la SNCB ha aderito alle richieste della città, la più grande della parte di lingua tedesca del paese, per essere nuovamente collegata alla rete ferroviaria nazionale.